# Eristalinus invirgulatus
Eristalinus invirgulatus är en tvåvingeart som först beskrevs av Keiser 1958.  Eristalinus invirgulatus ingår i släktet slamflugor, och familjen blomflugor.
Artens utbredningsområde är Sri Lanka. Inga underarter finns listade i Catalogue of Life.